# Aeroportul Truckee Tahoe
Aeroportul Truckee Tahoe (IATA: TKF, ICAO: KTRK, FAA LID: TRK) este un aeroport din California, Statele Unite ale Americii ce deservește zona Truckee⁠(d). Aeroportul a fost tranzitat în 2019 de 2.232 de pasageri. A fost numit după zona deservită.
Situat la o altitudine de 1.799 m, aeroportul dispune de 2 piste.

## Infrastructură

### Piste
Aeroportul dispune de 2 piste. Pista 02/20 are suprafața de asfalt și dimensiunile 4.650 picioare × 75 picioare. Pista 11/29 are suprafața de asfalt și dimensiunile 7.000 picioare × 100 picioare. 